# عبد العالي درعة
عبد العالي درعة ملاكم مغربي، ولد في 25 أبريل 1990، متخصص في صنف خفيف الذبابة (أقل من 49 كلغ). ينتمي إلى نادي عين السبع للملاكمة بالدارالبيضاء.
شارك في بطولة أفريقيا للملاكمة التي أقيمت بياوندي (الكاميرون)، وفاز بالميدالية الفضية في وزن أقل من 49 كغ.

## مشاركته في الأولمبياد
2012

تأهل للمشاركة في الألعاب الأولمبية الصيفية 2012 بلندن بعد اجتيازه الدور الإقصائي الأفريقي الذي أجري في الدارالبيضاء بالمغرب.

النتائج:
| الملاكم         | الحدث              | دور ال 32     | دور ال 16     | ربع النهائي   | نصف النهائي   | النهائي       | النهائي |
| الملاكم         | الحدث              | المنافس نتيجة | المنافس نتيجة | المنافس نتيجة | المنافس نتيجة | المنافس نتيجة | رتبة    |
| --------------- | ------------------ | ------------- | ------------- | ------------- | ------------- | ------------- | ------- |
| عبد العالي درعة | وزن أقل من 49 كلغ. |               |               |               |               |               |         |
|                 |                    |               |               |               |               |               |         |

## وصلات خارجية
- عبد العالي درعة على موقع بوكس ريك (الإنجليزية) (registration required)
- عبد العالي درعة على موقع اللجنة الأولمبية الدولية (الإنجليزية)
- عبد العالي درعة على موقع أوليمبيديا (الإنجليزية)

- عبد العالي درعة على موقع أولمبياد لندن.